# Pedro Aguirre Lesaca
Pedro Aguirre Lesaca es un pelotari mexicano. Nació el 15 de agosto de 1968 en la Ciudad de México. Aguirre Lesaca proviene de una familia de pelotaris por tres generaciones conocida por Txikuri en Euskadi y México. Comenzó a jugar a pala con pelota de tenis en el Centro Vasco de la Ciudad de México a la edad de 7 años. Con motivo de los Juegos Olímpicos de Barcelona 1992, la Pelota vasca fue deporte de exhibición por cuarta ocasión y ganó 1 medalla de plata en las modalidad de paleta cuero al lado de José Antonio Musi Chaya, Fernando Iniestra Astudillo y Luis Alberto Mercadillo Muñiz. En los Juegos Panamericanos de 2003 logró la medalla de plata en la especialidad de paleta cuero junto a Francisco Mendiburu Galíndez, Rodrigo Ledesma Ballesteros y Luis Alberto Mercadillo Muñiz. Para el Campeonato del Mundo de Pelota Vasca de 2006 logró la medalla de bronce en la especialidad de pala corta junto a Francisco Mendiburu Galíndez.